# 알렉산드루 에푸레아누
알렉산드루 이온 에푸레아누(루마니아어: Alexandru Ion Epureanu, 1986년 9월 27일 ~ )는 몰도바의 전직 축구 선수로 몰도바 대표팀 유일의 FIFA 센추리클럽 가입자이자 최다 출전 기록 보유자이며 몰도바 축구 역사상 최고의 선수로 손꼽힌다.

## 선수 경력

### 클럽
2002년 연고팀인 짐브루 키시너우에서 데뷔한 이후 2022-23 시즌을 끝으로 은퇴할 때까지 프로 공식전 540경기 34골을 기록하며 짐브루 키시너우의 몰도바 수페르리가 2연속 준우승(2002-03, 2003-04), 몰도바컵 2연패(2002-03, 2003-04), 셰리프 티라스폴의 리그 2연패(2004-05. 2005-06), 2005-06 시즌 몰도바컵 우승, 2005년 몰도바 슈퍼컵 우승, FC 모스크바의 2007 시즌 러시아 프리미어리그 4위, 2006-07 시즌 러시아 컵 준우승, 2009 시즌 러시아 컵 4강, 디나모 모스크바의 2011-12 시즌 러시아 컵 준우승, 이스탄불 바샥셰히르의 튀르키예 쉬페르리그 2회 준우승(2016-17, 2018-19), 2016-17 시즌 튀르키예 쿠파스 준우승, 2017-18 시즌 리그 3위, 2019-20 시즌 리그 우승, 2019-20년 UEFA 유로파리그 16강, 2020-21 시즌 튀르키예 쿠파스 4강 진출 등의 업적을 남겼으며 5번의 몰도바 올해의 선수에도 선정되었다.

### 국가대표팀
2006년 9월 6일 노르웨이와의 UEFA 유로 2008 예선 C조 2차전에서 몰도바 A대표팀에서의 첫 경기를 치렀고 2007년 3월 24일 몰타와의 5차전에서 국제 A매치 데뷔골을 터뜨리며 몰도바의 종전 국제 대회 최고 성적에 일조했다.
이후 2021년 3월 31일 이스라엘과의 2022년 FIFA 월드컵 유럽 지역 예선 F조 3차전에서 데뷔 15년만에 A매치 통산 100번째 경기에 출전하며 몰도바 선수로는 최초로 FIFA 센추리클럽에 가입하는 영예를 안은 직후 국가대표팀 은퇴를 선언했다.

## 수상

### 클럽
짐브루 키시너우
- 몰도바 수페르리가 : 준우승 (2002-03, 2003-04)
- 몰도바컵 : 우승 (2002-03, 2003-04)

셰리프 티라스폴
- 몰도바 수페르리가 : 우승 (2004-05, 2005-06)
- 몰도바컵 : 우승 (2005-06)
- 몰도바 슈퍼컵 : 우승 (2005)

 FC 모스크바
- 러시아 프리미어리그 : 4위 (2007)
- 러시아 컵 : 준우승 (2006-07), 4강 (2009)

 디나모 모스크바
- 러시아 컵 : 준우승 (2011-12)

 이스탄불 바샥셰히르
- 튀르키예 쉬페르리그 : 우승 (2019-20), 준우승 (2016-17, 2018-19), 3위 (2017-18)
- 튀르키예 쿠파스 : 준우승 (2016-17), 4강 (2020-21)
- 튀르키예 슈퍼컵 : 준우승 (2020)

### 개인
- 몰도바 올해의 선수 : 2007, 2009, 2010, 2012, 2018

## 같이 보기
- A매치 100경기 이상 출전한 축구 선수 명단